# 沃尔特·劳滕巴赫
沃尔特·亨利·劳滕巴赫（英語：Walter Henry Lautenbach，1922年11月17日—1997年9月9日），美国NBA联盟前职业篮球运动员。